# Lycosa pintoi
Lycosa pintoi là một loài nhện trong họ Lycosidae.
Loài này thuộc chi Lycosa. Lycosa pintoi được Cândido Firmino de Mello-Leitão miêu tả năm 1931.